# Janvier 1948
Cette page présente les faits marquants du mois de janvier 1948.

## Événements
- 1er janvier :
  - Création du Benelux, union douanière entre la Belgique, le Luxembourg et les Pays-Bas.
  - Entrée en vigueur de la Constitution italienne[1]. Le président de la République est élu pour sept ans par le Parlement. Le pouvoir est aux mains du Conseil des ministres et des deux Chambres (chambres des députés et Sénat) élues au suffrage universel direct. Le président du Conseil est désigné par le président de la République responsable devant les Chambres. Une Cour constitutionnelle et un Conseil supérieur de la magistrature sont prévus. La Démocratie chrétienne insiste pour que les accords du Latran de 1929 soient inclus dans la Constitution.
  - Nationalisation des chemins de fer au Royaume-Uni.
  - Entrée en vigueur de l’Assurance-vieillesse et survivants en Suisse(AVS).
  - Entrée en vigueur du GATT.

- 4 janvier : indépendance officielle de la Birmanie, qui refuse de faire partie du Commonwealth. U Nu (bouddhiste et neutraliste), devient le Premier ministre de l'Union birmane. Début de l'exode des habitants d'origine indienne. Les groupes ethniques des Shans et des Karens sont inclus dans la république “fédérale” et Aung San obtient une écrasante majorité de sièges à l’Assemblée constitutionnelle.

- 5 janvier : l’Assemblée nationale française adopte le plan Mayer d’assainissement financier, prévoyant le rajustement des salaires et des prix, la diminution des dépenses publiques et un prélèvement exceptionnel sur les hauts revenus.

- 5 - 10 janvier : VIe congrès du parti communiste italien à Milan.

- 10 janvier : crash de l'Arsenal VB-10 de Pierre Decroo, au cours d'un vol de routine dont l'appareil prend feu au-dessus de la ville d'Antony, le pilote est grièvement blessé mais emmène son avion hors de l'agglomération.

- 12 janvier : 
  - la Cour Suprême proclame que Blancs et Noirs sont égaux devant l’enseignement.
  - Gandhi: My fast as protest[2].

- 14 janvier : 
  - Début de la quatrième session de la 24e législature du Québec. Le premier ministre Maurice Duplessis annonce des subventions pour le crédit agricole, le drainage des terres et la construction d'une dizaine de ponts[3].
  - Une collision entre deux trains près de Parent au Québec fait 9 morts et 5 blessés[4].

- 17 janvier : armistice signé à bord du navire américain Renville en rade de Surabaya. Le territoire de la République indonésienne est limité aux hautes terres de Sumatra et à la partie centrale de Java. Un blocus hollandais des territoires républicains provoque d’énormes problèmes économiques et ne fait qu’accroître le mécontentement populaire à l’égard de la politique de la République, qui négocie avec les Hollandais au lieu de les attaquer militairement. Les Hollandais multiplient les États autonomes dans les « possessions extérieures ».

- 19 janvier : en France, inauguration du barrage de Génissiat, sur le Rhône. La centrale électrique sera la plus importante d’Europe occidentale.

- 21 janvier : 
  - Adoption du fleurdelisé comme drapeau officiel du Québec par Maurice Duplessis.
  - Élection complémentaire dans le Canton de Vaud. Pierre Oguey élu tacitement au Conseil d’État suisse.

- 23 janvier : premier vol de l'avion de transport léger de Havilland Australia DHA-3 Drover.

- 25 janvier : dévaluation du franc français de plus de 44 % et blocage des billets.

- 26 - 27 janvier : un cyclone tropical dévaste La Réunion.

- 30 janvier :
  - Gandhi est assassiné par un brahmane extrémiste à Delhi. Un million de personnes assistent le lendemain à sa crémation.
  - Ouverture des Jeux olympiques de Saint-Moritz en Suisse, dans le GR.

- 31 janvier : l’Union malaise prend le nom de fédération de Malaisie.

## Naissances
- 1er janvier :
  - Alain Afflelou, homme d'affaires français.
  - Louis Chedid, auteur, compositeur, interprète français.
  - David Christie, chanteur français († 14 mai 1997).
  - Ismael Zambada García, Baron de la drogue méxicain.
- 5 janvier : Gérard Sabah, chercheur français en intelligence artificielle.
- 6 janvier : Guy S. Gardner, astronaute américain.
- 9 janvier : Michel Pagliaro (chanteur) canadien
- 10 janvier : Bernard Thévenet, coureur cycliste français.
- 11 janvier : 
  - Madeline Manning-Jackson, athlète américaine, championne olympique du 800 mètres aux Jeux de Mexico en 1968.
  - Luzia Inglês Van-Dúnem, femme politique angolaise.
- 12 janvier : Gordon Campbell, Premier ministre de la Colombie-Britannique.
- 13 janvier : Pat O'Brien, homme politique canadien.
- 14 janvier : Carl Weathers, acteur, réalisateur et producteur américain († 1er février 2024).
- 15 janvier :
  - Andy Jones, acteur et producteur canadien.
  - Miklós Perényi, violoncelliste hongrois.
  - Ronnie Van Zant, chanteur américain du groupe de Rock sudiste, Lynyrd Skynyrd
- 16 janvier :
  - John Carpenter, cinéaste américain.
  - Anatoli Soloviov, cosmonaute, et colonel russe.
  - Cliff Thorburn, joueur de billard canadien.
- 17 janvier : 
  - Anne Queffélec, pianiste française.
  - James Chandler, écrivain américain.
- 19 janvier : Frank McKenna, premier ministre du Nouveau-Brunswick.
- 20 janvier : Jerry L. Ross, astronaute américain.
- 23 janvier : Anita Pointer, chanteuse américaine († 31 décembre 2022).
- 26 janvier : Jean-Pierre Tokoto, footballeur camerounais
- 27 janvier : Mikhaïl Barychnikov, danseur et chorégraphe américain.
- 28 janvier : Paul Ringer, joueur de rugby à XV gallois, comptant 8 sélections au poste de troisième ligne aile avec l'équipe nationale de 1978 à 1980.
- 29 janvier : Mamoru Mohri, spationaute japonais.
- 31 janvier : Michel Rohmer, chimiste français.

## Décès
- 6 janvier : Giulio Gaudini, 43 ans, escrimeur italien, champion olympique au fleuret par équipes en 1928 et 1936, en individuel en 1936. (° 28 octobre 1904).
- 8 janvier : Kurt Schwitters, peintre allemand
- 15 janvier : Henri Deslandres (° 1853), astronome français.
- 19 janvier : Tony Garnier, architecte français (° 13 août 1869)
- 21 janvier :
  - Ernst Herzfeld (° 1879), archéologue et iranologue allemand.
  - Ermanno Wolf-Ferrari, compositeur italien (° 12 janvier 1876).
- 25 janvier, Genève : Jacques Feyder, réalisateur belge.
- 26 janvier : Ignaz Friedman, pianiste et compositeur polonais (° 13 février 1882).
- 30 janvier :
  - Gandhi, (assassiné) à Delhi, philosophe et homme politique indien important du mouvement pour l'indépendance de l'Inde (° 1869)
  - Orville Wright, pionnier américain de l'aviation, qui réalisa avec son frère Wilbur le premier vol motorisé en 1903.